# Чеченский округ (Терская область)
Чеченский округ — административно-территориальная единица Терской области Российской империи, существовавшая в 1860—1888 годах.

## Географическое положение
Располагался в восточной части Северного Кавказа в районе среднего течения правобережья Терека, бассейнов нижнего течения рек Сунжа, Аргун, Хулхулау, Джалка а также полностью бассейнов рек Нетхой, Гехи, Шалажа, Мартан, Белка (приток Сунжи), охватывал территорию современной центральной части Чечни.
Границы: на севере по реке Терек с Ставропольской губернией, на востоке с Кумыкским и Нагорным округами, на западе с Ингушским округом, на юге с Аргунским округом.

## История
Образован в 1860 году. В 1860 году вся территория Северного Кавказа была поделена на Ставропольскую губернию, Кубанскую, Терскую и Дагестанскую области. Терская область состояла из 8 округов: Кабардинского, Осетинского, Ингушского, Аргунского, Чеченского, Ичкеринского, Нагорного и Кумыкского.
Административным центром Чеченского округа была крепость Грозная.
В 1888 году Чеченский округ вместе с Веденским и Аргунским округами был объединен в один Грозненский округ.

## Население
Основное население округа составляли чеченцы. По данным на 1870 год в округе проживало 71997 человек, или первое место по численности населения среди округов Терской области.
Наиболее крупными населёнными пунктами были — Шали, Урус-Мартан, Гехи.

## Административное деление
В административном отношении изначально в 1862 году округ делился на 6 наибств (участков).
- Урус-Мартановское — центр аул Урус-Мартан. Население на 1868 год — 16 483 человек[4].
- Ачхоевское — центр аул Ачхой. Население на 1868 год — 4070 человек.
- Автуринское — центр аул Автуры-Цацинюрт. Население на 1868 год — 8621 человек.
- Качкалыковское — центр аул Ойсунгур. Население на 1868 год — 11 764 человек.
- Надтеречное — центр аул Старый Юрт. Население на 1868 год — 12 831 человек.
- Шалинское — центр аул Шали. Население на 1868 год — 13 771 человек.